# Кведа Веді
Кведа Веді (груз. ქვედა ვედი) — село в Грузії.
За даними перепису населення 2014 року в селі проживає 81 особа.